# Мдинарадзе Олександр Автанділович
Олекса́ндр Автанді́лович Мдинара́дзе, або Сандро́ Мдінара́дзе (21 вересня 1992, Тернопіль, Україна) — колишній український футболіст, захисник ФК «Нива», Тернопіль.

## Життєпис
Батько — Автанділ Мамійович Мдинарадзе — етнічний грузин, бізнесмен та чиновник (голова Збаразької РДА часів Януковича), колишній президент ФК «Нива».

## Спортивна кар'єра
Вихованець волинського футболу. Грав у чемпіонаті ДЮФЛУ за «BRW-ВІК» (Володимир-Волинський). У 2010 році перейшов до тернопільської «Ниви», за яку провів 42 гри.
Після завершення виступів у професійному футболі, спробував свої сили у футзалі, виступаючи за тернопільську «Кварі» в сезоні-2015/16. Останній матч за цю команду провів 10 березня.

## Кар'єра в поліції
19 березня 2016 року в Тернополі склав присягу як поліціянт.
|  | «В Україні відбуваються зміни, і я хочу бути причетним до них, тому й пішов у поліцію. Футбольну команду залишив, оскільки закінчився контракт з клубом. Не хотів його продовжувати, не бачив у цьому сенсу. Якраз розпочався набір у поліцію, і я пройшов його. Було 24 особи на місце і чотири етапи випробувань, але особливих труднощів не відчув. Зараз ми всі готові до роботи на вулицях міста, щоб захищати права і свободи людей». |

Три роки пропрацював патрульним полісменом.